# Championnat de Corée du Sud de football 2020
Navigation
K League 1 2019 K League 1 2021
La saison 2020 du Championnat de Corée du Sud de football est la 38e édition de la première division sud-coréenne, la K League 1. En raison de la pandémie de Covid-19, les douze clubs engagés s'affrontent à deux reprises lors de la phase régulière. À l'issue de celle-ci, les six premiers jouent la poule pour le titre et s'affrontent une ou deux nouvelles fois, tandis que les six derniers font de même au sein de la poule de relégation. Le dernier du classement est relégué, l'avant-dernier doit disputer un barrage de promotion-relégation face à une formation de deuxième division.

## Organisation

### Les douze équipes participantes
Légende des couleurs
- Phase de groupes de la Ligue des champions de l'AFC 2020
- Barrages de la Ligue des champions de l'AFC 2020
- Promu de K League 2 (D2)

| Club                    | Se maintient depuis | Classement 2019 | Entraîneur     | Stade                                                     | Capacité théorique | Ville               |
| ----------------------- | ------------------- | --------------- | -------------- | --------------------------------------------------------- | ------------------ | ------------------- |
| Jeonbuk Hyundai Motors  | 1995                | 1               | José Morais    | Stade de la Coupe du monde de Jeonju                      | 42 477             | Jeonju              |
| Ulsan Hyundai           | 1984                | 2               | Kim Do-hoon    | Stade de football d’Ulsan Munsu                           | 44 474             | Ulsan               |
| FC Séoul                | 1984                | 3               | Choi Yong-soo  | Stade de la Coupe du monde de Séoul                       | 66 704             | Séoul               |
| Pohang Steelers         | 1983                | 4               | Kim Gi-dong    | Pohang Steel Yard (en)                                    | 17 443             | Pohang              |
| Daegu FC                | 2017                | 5               | Lee Byung-keun | DGB Daegu Bank Park                                       | 12 415             | Daegu               |
| Gangwon FC              | 2017                | 6               | Kim Byung-soo  | Stade Chuncheon Song-am (en) Stade de Gangneung (en)      | 20 000             | Chuncheon Gangneung |
| Sangju Sangmu           | 2016                | 7               | Kim Tae-wan    | Stade municipal de Sangju (en)                            | 15 042             | Sangju              |
| Suwon Samsung Bluewings | 1996                | 8               | Lee Im-saeng   | Stade de la Coupe du monde de Suwon                       | 43 959             | Suwon               |
| Seongnam FC             | 2019                | 9               | Kim Nam-il     | Stade Tancheon (en)                                       | 16 146             | Seongnam            |
| Incheon United          | 2004                | 10              | Lim Wan-sup    | Stade de football d'Incheon (en)                          | 20 891             | Incheon             |
| Gwangju                 | 2020                | 1 (D2)          | Park Jin-sub   | Stade auxiliaire du Stade de la Coupe du monde de Gwangju | 10 000             | Gwangju             |
| Busan IPark             | 2020                | 2 (D2)          | Cho Deok-je    | Stade de Gudeok (en)                                      | 12 349             | Busan               |

### Localisation des villes
| \| Busan Daegu Sangju Sangmu Gangwon(Chuncheon) Gangwon(Gangneung) Gwangju Incheon Jeonbuk Pohang Seongnam Séoul Suwon Ulsan \| Localisation des clubs |
| Busan Daegu Sangju Sangmu Gangwon(Chuncheon) Gangwon(Gangneung) Gwangju Incheon Jeonbuk Pohang Seongnam Séoul Suwon Ulsan                              |

### Stades
- Les venues primaires utilisées en la K League 1:

| Busan IPark                | Daegu FC                  | Gangwon FC                                       | Gwangju FC                                                | Incheon United                      | Jeonbuk Hyundai Motors               |
| -------------------------- | ------------------------- | ------------------------------------------------ | --------------------------------------------------------- | ----------------------------------- | ------------------------------------ |
| Stade de Busan Gudeok (en) | Daegu Forest Arena        | Chuncheon Song-am Sports Town Stade de Gangneung | Stade auxiliaire du Stade de la Coupe du monde de Gwangju | Incheon Football Stadium            | Stade de la Coupe du monde de Jeonju |
| Capacité: 12,349           | Capacité: 12,415          | Capacité: 20,000                                 | Capacité: 10,245                                          | Capacité: 20,891                    | Capacité: 42,477                     |
|                            |                           |                                                  |                                                           |                                     |                                      |
| Pohang Steelers            | Sangju Sangmu             | Seongnam FC                                      | FC Séoul                                                  | Suwon Samsung Bluewings             | Ulsan Hyundai                        |
| Pohang Steel Yard          | Stade municipal de Sangju | Stade Tancheon                                   | Stade de la Coupe du monde de Séoul                       | Stade de la Coupe du monde de Suwon | Ulsan Munsu Football Stadium         |
| Capacité: 25,000           | Capacité: 15,042          | Capacité: 14,146                                 | Capacité: 66,704                                          | Capacité: 43,959                    | Capacité: 44,474                     |
|                            |                           |                                                  |                                                           |                                     |                                      |

### Footballeurs étrangers
Une équipe peut utiliser un maximum de quatre footballeurs étrangers sur le terrain.
| Club                    | Footballeur 1      | Footballeur 2        | Footballeur 3        | Footballeur asiatique | Footballeur de la Zone ASEAN |
| ----------------------- | ------------------ | -------------------- | -------------------- | --------------------- | ---------------------------- |
| Busan IPark             | Gustavo Vintecinco | Rômulo               |                      | Dostonbek Tursunov    |                              |
| Daegu FC                | Césinha            | Edgar                | Dejan Damjanović     | Tsubasa Nishi         |                              |
| Gangwon FC              |                    |                      |                      | Takahiro Nakazato     |                              |
| Gwangju FC              | Felipe             | Willyan              | Marco Ureña          | Rustam Ashurmatov     |                              |
| Incheon United          | Stefan Mugoša      | Elias Aguilar        | Gustavo              | Rashid Mahazi         |                              |
| Jeonbuk Hyundai Motors  | Murilo Henrique    | Modou Barrow         | Gustavo              | Takahiro Kunimoto     |                              |
| Pohang Steelers         | Manuel Palacios    | Stanislav Iljutcenko | Aleksandar Paločević | Brandon O'Neill       |                              |
| Seongnam FC             | Igor Jovanović     | Tomislav Kiš         |                      | Jamshid Iskanderov    |                              |
| FC Séoul                | Adriano            | Osmar                |                      | Ikromjon Alibaev      |                              |
| Suwon Samsung Bluewings | Terry Antonis      | Sulejman Krpić       | Doneil Henry         | Adam Taggart          |                              |
| Ulsan Hyundai           | Júnior Negrão      | Dave Bulthuis        | Bjørn Maars Johnsen  | Jason Davidson        |                              |

## Calendrier
Le calendrier de la K League 1 a été re-publié le 29 avril 2020 par l'Union Sud-Coréenne de Football Professionnel. Il s'agît de la trente-huitième édition de la compétition suivant un calendrier « printemps-automne » à cheval sur une année, format adopté par la fédération sud-coréenne pour tous ses championnats professionnels en 1983.
Le tableau suivant récapitule le calendrier prévisionnel du championnat pour la saison 2020. Les tours de la coupe de Corée du Sud et de Ligue des champions auxquels des clubs de K League 1 participent sont également indiqués.

## Compétition

### Classement
| \| Rang \| Équipe \| Pts \| J \| G \| N \| P \| Bp \| Bc \| Diff \| \| ---- \| -------------------------- \| --- \| -- \| -- \| -- \| -- \| -- \| -- \| ---- \| \| 1 \| T Jeonbuk Hyundai Motors C \| 60 \| 27 \| 19 \| 3 \| 5 \| 46 \| 21 \| +25 \| \| 2 \| Ulsan Hyundai \| 57 \| 27 \| 17 \| 6 \| 4 \| 54 \| 23 \| +31 \| \| 3 \| Pohang Steelers \| 50 \| 27 \| 15 \| 5 \| 7 \| 56 \| 35 \| +21 \| \| 4 \| Sangju Sangmu[4] \| 44 \| 27 \| 13 \| 5 \| 9 \| 34 \| 36 \| -2 \| \| 5 \| Daegu Football Club \| 38 \| 27 \| 10 \| 8 \| 9 \| 43 \| 39 \| +4 \| \| 6 \| Gwangju Football ClubP \| 25 \| 27 \| 6 \| 7 \| 14 \| 32 \| 46 \| -14 \| \| \| \| \| \| \| \| \| \| \| \| \| 7 \| Gangwon Football Club \| 34 \| 27 \| 9 \| 7 \| 11 \| 36 \| 41 \| -5 \| \| 8 \| Suwon Samsung Bluewings \| 31 \| 27 \| 8 \| 7 \| 12 \| 27 \| 30 \| -3 \| \| 9 \| Football Club Séoul \| 29 \| 27 \| 8 \| 5 \| 14 \| 23 \| 44 \| -21 \| \| 10 \| Seongnam Football Club \| 25 \| 27 \| 7 \| 7 \| 13 \| 24 \| 37 \| -13 \| \| 11 \| Incheon United \| 24 \| 27 \| 7 \| 6 \| 14 \| 25 \| 35 \| -10 \| \| 12 \| Busan IPark P \| 25 \| 27 \| 5 \| 10 \| 12 \| 25 \| 38 \| -13 \| | Légende - Phase de groupes de la Ligue des champions de l'AFC 2021 - Barrages de la Ligue des champions de l'AFC 2021 - Relégué en deuxième division |     |    |    |    |    |    |    |      |
| Rang | Équipe | Pts | J  | G  | N  | P  | Bp | Bc | Diff |
| 1 | T Jeonbuk Hyundai Motors C | 60  | 27 | 19 | 3  | 5  | 46 | 21 | +25  |
| 2 | Ulsan Hyundai | 57  | 27 | 17 | 6  | 4  | 54 | 23 | +31  |
| 3 | Pohang Steelers | 50  | 27 | 15 | 5  | 7  | 56 | 35 | +21  |
| 4 | Sangju Sangmu | 44  | 27 | 13 | 5  | 9  | 34 | 36 | -2   |
| 5 | Daegu Football Club | 38  | 27 | 10 | 8  | 9  | 43 | 39 | +4   |
| 6 | Gwangju Football ClubP | 25  | 27 | 6  | 7  | 14 | 32 | 46 | -14  |
| | |     |    |    |    |    |    |    |      |
| 7 | Gangwon Football Club | 34  | 27 | 9  | 7  | 11 | 36 | 41 | -5   |
| 8 | Suwon Samsung Bluewings | 31  | 27 | 8  | 7  | 12 | 27 | 30 | -3   |
| 9 | Football Club Séoul | 29  | 27 | 8  | 5  | 14 | 23 | 44 | -21  |
| 10 | Seongnam Football Club | 25  | 27 | 7  | 7  | 13 | 24 | 37 | -13  |
| 11 | Incheon United | 24  | 27 | 7  | 6  | 14 | 25 | 35 | -10  |
| 12 | Busan IPark P | 25  | 27 | 5  | 10 | 12 | 25 | 38 | -13  |

### Évolution du classement

#### Journées 1-22
| Journées →              | 1  | 2  | 3  | 4  | 5  | 6  | 7  | 8  | 9  | 10 | 11 | 12 | 13 | 14 | 15 | 16 | 17 | 18 | 19 | 20 | 21 | 22 |
| ----------------------- | -- | -- | -- | -- | -- | -- | -- | -- | -- | -- | -- | -- | -- | -- | -- | -- | -- | -- | -- | -- | -- | -- |
| Ulsan Hyundai           | 1  | 1  | 2  | 2  | 2  | 2  | 2  | 2  | 2  | 2  | 1  | 1  | 1  | 1  | 1  | 1  | 1  | 1  | 1  | 1  | 1  | 1  |
| Jeonbuk Hyundai Motors  | 5  | 2  | 1  | 1  | 1  | 1  | 1  | 1  | 1  | 1  | 2  | 2  | 2  | 2  | 2  | 2  | 2  | 2  | 2  | 2  | 2  | 2  |
| Pohang Steelers         | 3  | 3  | 6  | 4  | 6  | 4  | 5  | 5  | 5  | 5  | 4  | 4  | 3  | 5  | 4  | 4  | 5  | 4  | 4  | 4  | 4  | 3  |
| Sangju Sangmu           | 12 | 7  | 4  | 6  | 4  | 6  | 4  | 3  | 3  | 3  | 3  | 3  | 4  | 4  | 3  | 3  | 3  | 3  | 3  | 3  | 3  | 4  |
| Daegu FC                | 6  | 8  | 9  | 9  | 8  | 5  | 6  | 4  | 4  | 4  | 5  | 5  | 5  | 3  | 5  | 5  | 4  | 5  | 5  | 5  | 5  | 5  |
| Gwangju FC              | 10 | 12 | 12 | 12 | 10 | 8  | 7  | 7  | 7  | 8  | 9  | 9  | 10 | 8  | 10 | 10 | 10 | 7  | 7  | 7  | 8  | 6  |
| FC Séoul                | 8  | 6  | 3  | 7  | 7  | 9  | 10 | 11 | 9  | 9  | 10 | 11 | 11 | 11 | 8  | 6  | 6  | 8  | 9  | 6  | 7  | 7  |
| Gangwon FC              | 2  | 5  | 7  | 5  | 3  | 3  | 3  | 6  | 6  | 7  | 6  | 7  | 6  | 6  | 7  | 8  | 8  | 6  | 6  | 9  | 6  | 8  |
| Seongnam FC             | 3  | 4  | 5  | 3  | 4  | 7  | 9  | 9  | 8  | 11 | 11 | 8  | 8  | 9  | 6  | 7  | 9  | 10 | 8  | 8  | 9  | 9  |
| Busan IPark             | 10 | 11 | 11 | 10 | 11 | 11 | 11 | 10 | 11 | 6  | 7  | 6  | 7  | 7  | 9  | 9  | 7  | 9  | 10 | 10 | 10 | 10 |
| Suwon Samsung Bluewings | 9  | 10 | 8  | 8  | 9  | 10 | 8  | 8  | 10 | 10 | 8  | 10 | 9  | 10 | 11 | 11 | 11 | 11 | 11 | 11 | 11 | 11 |
| Incheon United          | 6  | 9  | 10 | 11 | 12 | 12 | 12 | 12 | 12 | 12 | 12 | 12 | 12 | 12 | 12 | 12 | 12 | 12 | 12 | 12 | 12 | 12 |

#### Journées 23-27
Finale A
| Journées →             | 23 | 24 | 25 | 26 | 27 |
| ---------------------- | -- | -- | -- | -- | -- |
| Jeonbuk Hyundai Motors | 2  | 2  | 2  | 1  | 1  |
| Ulsan Hyundai          | 1  | 1  | 1  | 2  | 2  |
| Pohang Steelers        | 3  | 3  | 3  | 3  | 3  |
| Sangju Sangmu          | 4  | 4  | 4  | 4  | 4  |
| Daegu FC               | 5  | 5  | 5  | 5  | 5  |
| Gwangju FC             | 6  | 6  | 6  | 6  | 6  |

| Journées →              | 23 | 24 | 25 | 26 | 27 |
| ----------------------- | -- | -- | -- | -- | -- |
| Gangwon FC              | 7  | 7  | 7  | 7  | 7  |
| Suwon Samsung Bluewings | 9  | 8  | 8  | 9  | 8  |
| FC Séoul                | 8  | 9  | 9  | 8  | 9  |
| Seongnam FC             | 10 | 11 | 11 | 11 | 10 |
| Incheon United          | 11 | 12 | 12 | 12 | 11 |
| Busan IPark             | 12 | 10 | 10 | 10 | 12 |

### Matchs

#### Saison régulière
Les Équipes jouent l'un et l'autre en 2 fois, 1 fois à domicile, 1 fois à l'extérieur.
| Domicile \ Extérieur    | BSI | DGU | GWN | GJU | ICU | JHM | PHS | SJS | SFC | SEO | SSB | USH |
| ----------------------- | --- | --- | --- | --- | --- | --- | --- | --- | --- | --- | --- | --- |
| Busan IPark             | —   | 2–2 | 1–2 | 0–0 | 0–0 | 1–2 | 2–1 | 1–1 | 1–1 | 2–0 | 0–0 | 1–2 |
| Daegu FC                | 3–0 | —   | 2–1 | 4–6 | 0–1 | 0–2 | 1–1 | 1–1 | 3–2 | 6–0 | 3–1 | 1–3 |
| Gangwon FC              | 2–4 | 0–0 | —   | 4–1 | 2–3 | 1–0 | 0–3 | 2–2 | 1–1 | 3–1 | 1–2 | 0–3 |
| Gwangju FC              | 3–1 | 2–4 | 2–2 | —   | 2–1 | 3–3 | 0–2 | 0–1 | 0–2 | 0–0 | 0–1 | 1–1 |
| Incheon United          | 0–1 | 0–0 | 1–2 | 1–3 | —   | 1–1 | 1–4 | 1–1 | 0–2 | 1–0 | 1–0 | 0–1 |
| Jeonbuk Hyundai Motors  | 2–0 | 2–0 | 1–2 | 1–0 | 1–0 | —   | 2–1 | 2–1 | 2–2 | 3–0 | 1–0 | 2–1 |
| Pohang Steelers         | 2–0 | 3–2 | 2–0 | 1–1 | 1–1 | 1–2 | —   | 4–3 | 2–1 | 1–2 | 1–1 | 0–4 |
| Sangju Sangmu           | 2–0 | 2–0 | 2–0 | 1–0 | 3–1 | 1–0 | 2–4 | —   | 0–0 | 1–0 | 1–0 | 1–5 |
| Seongnam FC             | 1–1 | 1–2 | 0–0 | 0–2 | 0–0 | 2–0 | 0–4 | 0–1 | —   | 1–2 | 0–2 | 1–2 |
| FC Séoul                | 1–1 | 0–0 | 2–0 | 1–0 | 1–0 | 1–4 | 1–3 | 2–1 | 0–1 | —   | 2–1 | 0–2 |
| Suwon Samsung Bluewings | 3–1 | 0–1 | 2–2 | 0–1 | 1–0 | 1–3 | 0–0 | 0–1 | 0–1 | 3–3 | —   | 2–3 |
| Ulsan Hyundai           | 1–1 | 1–1 | 1–0 | 1–1 | 4–1 | 0–2 | 2–0 | 4–0 | 1–0 | 3–0 | 0–0 | —   |

#### Deuxième phase
Finale A
| Domicile \ Extérieur   | DGU | GJU | JHM | PHS | SJS | USH |
| ---------------------- | --- | --- | --- | --- | --- | --- |
| Daegu FC               | —   | —   | —   | 3–2 | —   | 2–2 |
| Gwangju FC             | 0–1 | —   | —   | —   | 0–1 | —   |
| Jeonbuk Hyundai Motors | 2–0 | 4–1 | —   | 0–1 | —   | —   |
| Pohang Steelers        | —   | 5–3 | —   | —   | 3–1 | 4–0 |
| Sangju Sangmu          | 2–1 | —   | 0–1 | —   | —   | —   |
| Ulsan Hyundai          | —   | 3–0 | 0–1 | —   | 4–1 | —   |

Finale B
| Domicile \ Extérieur    | BSI | GWN | ICU | SFC | SEO | SSB |
| ----------------------- | --- | --- | --- | --- | --- | --- |
| Busan IPark             | —   | 0–2 | —   | —   | —   | 0–0 |
| Gangwon FC              | —   | —   | 3–1 | 2–1 | —   | 1–2 |
| Incheon United          | 2–1 | —   | —   | —   | —   | 0–1 |
| Seongnam FC             | 2–1 | —   | 0–6 | —   | 0–1 | —   |
| FC Séoul                | 1–2 | 1–1 | 0–1 | —   | —   | —   |
| Suwon Samsung Bluewings | —   | —   | —   | 1–2 | 3–1 | —   |

## Bilan de la saison
| Championnat de Corée du Sud de football 2020 |                                         |
| Champion                                     | Jeonbuk Hyundai Motors                  |
| Coupes et trophées                           |                                         |
| Vainqueur de la Coupe de Corée du Sud 2020   | Jeonbuk Hyundai Motors                  |
| Qualifications continentales                 |                                         |
| Ligue des champions de l'AFC 2021            | Jeonbuk Hyundai Motors(Phase de groupe) |
| Ligue des champions de l'AFC 2021            | Ulsan Hyundai(Phase de groupe)          |
| Ligue des champions de l'AFC 2021            | Pohang Steelers                         |
| Ligue des champions de l'AFC 2021            | (Daegu FC(Barrages)                     |
| Promotions et relégations                    |                                         |
| Promus en K League 1 2021                    | Jeju United                             |
| Promus en K League 1 2021                    | Suwon FC                                |
| Relégués en K League 2 2021                  | Sangju Sangmu                           |
| Relégués en K League 2 2021                  | Busan IPark                             |

## Statistique de saison

### Meilleurs buteurs
| Clt. | Joueur               | Club                   | Buts |
| ---- | -------------------- | ---------------------- | ---- |
| 1    | Júnior Negrão        | Ulsan Hyundai          | 18   |
| 2    | Stanislav Iljutcenko | Pohang Steelers        | 10   |
| 3    | Cesinha              | Daegu FC               | 8    |
| 4    | Felipe               | Gwangju FC             | 7    |
| 4    | Kang Sang-woo        | Sangju Sangmu          | 7    |
| 6    | Song Min-kyu         | Pohang Steelers        | 6    |
| 6    | Han Kyo-won          | Jeonbuk Hyundai Motors | 6    |
| 8    | Dejan Damjanović     | Daegu FC               | 5    |
| 8    | Ko Moo-yeol          | Gangwon FC             | 5    |
| 10   | Aleksandar Paločević | Pohang Steelers        | 4    |

### Meilleurs passeurs
| Sort | Joueur               | Club                   | Buts |
| ---- | -------------------- | ---------------------- | ---- |
| 1    | Kim In-sung          | Ulsan Hyundai          | 6    |
| 2    | Jung Seung-won       | Daegu FC               | 5    |
| 2    | Kim Seung-dae        | Gangwon FC             | 5    |
| 4    | Aleksandar Paločević | Pohang Steelers        | 4    |
| 4    | Stanislav Iljutcenko | Pohang Steelers        | 4    |
| 4    | Han Kyo-won          | Jeonbuk Hyundai Motors | 4    |
| 4    | Son Jun-ho           | Jeonbuk Hyundai Motors | 4    |
| 4    | Kang Sang-woo        | Sangju Sangmu          | 4    |
| 9    | Cesinha              | Daegu FC               | 3    |
| 9    | Tsubasa Nishi        | Daegu FC               | 3    |

## Parcours en coupes d'Asie

### Parcours continental des clubs
Le parcours des clubs sud-coréens en coupes d'Asie est important puisqu'il détermine le coefficient AFC, et donc le nombre de clubs sud-coréens présents en coupes d'Asie les années suivantes.
| Club                                                                 | Compétition         | Résultat                    | Ultime(s) adversaire(s)                                                     |
| -------------------------------------------------------------------- | ------------------- | --------------------------- | --------------------------------------------------------------------------- |
| Jeonbuk Hyundai Motors                                               | Ligue des champions | Éliminé en phase de groupes | 2-6(agg.) Yokohama F. Marinos 3-2(agg.) Shanghai SIPG 3-2(agg.) Sydney FC   |
| Suwon Samsung Bluewings (Vainqueur de la Coupe de Corée du Sud 2019) | Ligue des champions | éliminé aux 1/8 de finale   | 1 – 1 6 - 7 tab Vissel Kobe                                                 |
| Ulsan Hyundai                                                        | Ligue des champions | Champion                    | 2 - 1 Persépolis                                                            |
| FC Séoul                                                             | Ligue des champions | Éliminé en phase de groupes | 2-5(agg.) Beijing FC 2-2(agg.) Melbourne Victory 6-2(agg.) Chiangrai United |

## Parcours en coupes du monde

### Parcours mondiaux des clubs
| Club          | Compétition              | Résultat                     | Ultime(s) adversaire(s) |
| ------------- | ------------------------ | ---------------------------- | ----------------------- |
| Ulsan Hyundai | Coupe du Monde des Clubs | 6e; Éliminé au 1/6 de finale | 1 - 2 Tigres UANL       |